# 北大阪健康医療都市
北大阪健康医療都市（きたおおさかけんこういりょうとし、NohBIT : Northern Osaka Health and Biomedical Innovation Town）は、大阪府吹田市と摂津市にあるオープンイノベーションの研究開発拠点。研究機関、病院、医療関連企業などが集積する。愛称は健都（KENTO）。

## 概要
1984年（昭和59年）に役割を終えた吹田操車場の跡地利用として、2006年（平成18年）に大阪府、吹田市、摂津市、日本鉄道建設公団及び日本貨物鉄道株式会社の関係5者間において「吹田貨物ターミナル駅（仮称）建設事業の着手合意協定書」が締結された。吹田市は、2009年（平成21年）に国立循環器病研究センターの移転要請を行う等、誘致に向けた取組を進め、2013年（平成25年）6月に同センターは吹田操車場跡地に移転することを決定した。また、吹田市は、市立吹田市民病院を移設することを決定した。吹田市及び摂津市は、これら2つの医療機関を中心として、医療連携体制を構築し、更に地域の医療機関とも連携することで地域医療の発展に貢献するとともに、医療関連企業の立地を促し、医療機関と医療関連企業などが集積した複合医療産業拠点（医療クラスター）の形成を目指している。

## 主な施設
- 国立循環器病研究センター
- 市立吹田市民病院
- 健都イノベーションパーク
  - 健都イノベーションパークNKビル
    - 国立健康・栄養研究所
    - 医薬基盤研究所 AI健康・医薬研究センター
    - ターンキーラボ健都

  - ニプロ本社
  - エア・ウォーター健都
- VIERRA岸辺健都
- ドナルド・マクドナルド・ハウスおおさか健都
- 健都レールサイド公園